# Џејми Бен
Џејми Бен (енгл. Jamie Benn; Викторија, 18. јул 1989) професионални је канадски хокејаш на леду који игра на позицији левокрилног нападача.
На улазном драфту НХЛ лиге који је одржан у јуну месецу 2007. у Коламбусу, као 129. пика у петој рунди одабрала га је екипа Старса из Даласа. Пре него што је започео са професионалном каријером 2009. године, Бен је играо за јуниорску екипу Келоуна рокетса у развојној лиги западне обале.
У професионалном хокеју дебитовао је у сезони 2009/10. у дресу Далас старса, а први НХЛ погодак постиже већ на октобарској утакмици против Ванкувер канакса. У дебитантској сезони одиграо је све утакмице за свој тим, а како се Старси нису пласирали у плејоф, Бен је у том термину играо за АХЛ филијалу Старса, екипу Тексас старса. Због штрајка играча током јесењег дела сезоне 2012/13. наступао је у редовима немачког ДЕЛ лигаша Хамбург фризерса, за који је на 19 утакмица постигао 7 голова и 13 асистенција. У јануару 2013. продужио је уговор са Старсима на још 5 година, у вредности од 26,25 милиона америчких долара. Уочи почетка сезоне 2013/14. постављен је на место шестог по реду капитена Далас старса.
На међународној сцени у дресу репрезентације Канаде дебитовао је на светском првенству за играче до 20 година 2009, турниру на којем су Канађани освојили златну медаљу. За сениорску репрезентацију дебитовао је на Светском првенству 2012. где је одиграо 8 утакмица уз статистички учинак од 3 гола и 2 асистенције.
Највећи успех остварио је на Зимским олимпијским играма 2014. у Сочију где је селекција Канаде освојила златну медаљу. Своја једина два гола на олимпијском турниру постигао је у првој утакмици против Норвешке (победа од 3:1) и у полуфиналној победи над селекцијом Сједињених Држава од 1:0.
У сезони 2014/15 освојио је Арт Росов трофеј као најефикаснији играч регуларног дела сезоне (87 поена).